# Seimat
Le seimat est une langue austronésienne parlée en Papouasie-Nouvelle-Guinée, dans les îles Ninigo, situées à l'est de Manus. Il appartient à la branche malayo-polynésienne des langues austronésiennes.

## Phonologie
Les tableaux présentent les phonèmes du seimat parlée sur l'île d'Awin. 

### Voyelles
|         | Antérieure  | Centrale    | Postérieure |
| ------- | ----------- | ----------- | ----------- |
| Fermée  | i [i] ĩ [ĩ] |             | u [u] ũ [ũ] |
| Moyenne | e [e] ẽ [ẽ] |             | o [o] õ [õ] |
| Ouverte |             | a [a] ã [ã] |             |

### Consonnes
|              |              | Bilabiale | Dentale | Latérale | Palatale | Vélaire | Glottale |
| ------------ | ------------ | --------- | ------- | -------- | -------- | ------- | -------- |
| Occlusives   | Occlusives   | p [p]     | t [t]   |          |          | k [k]   |          |
| Fricatives   | Fricatives   |           | s [s]   |          |          | x [x]   | h [h]    |
| Nasales      | Nasales      | m [m]     | n [n]   |          |          | ŋ [ŋ]   |          |
| Liquides     | Liquides     |           |         | l [l]    |          |         |          |
| Semi-voyelle | Semi-voyelle | w [w]     |         |          | y [y]    |         |          |

## Sources
- (en) Blust, Robert, Seimat Vowels Nasality: A Typological Anomaly, Oceanic Linguistics, 37:2, pp. 298-322, 1998.